# Липовый Скиток
Липовый Скиток (раньше — Липянский Скиток, укр. Липовий Скиток) — село, входит в Васильковский район Киевской области Украины.
Население по переписи 2001 года составляло 266 человек. Почтовый индекс — 08619. Телефонный код — 4571. Занимает площадь 1,516 км². Код КОАТУУ — 3221482004.

## История

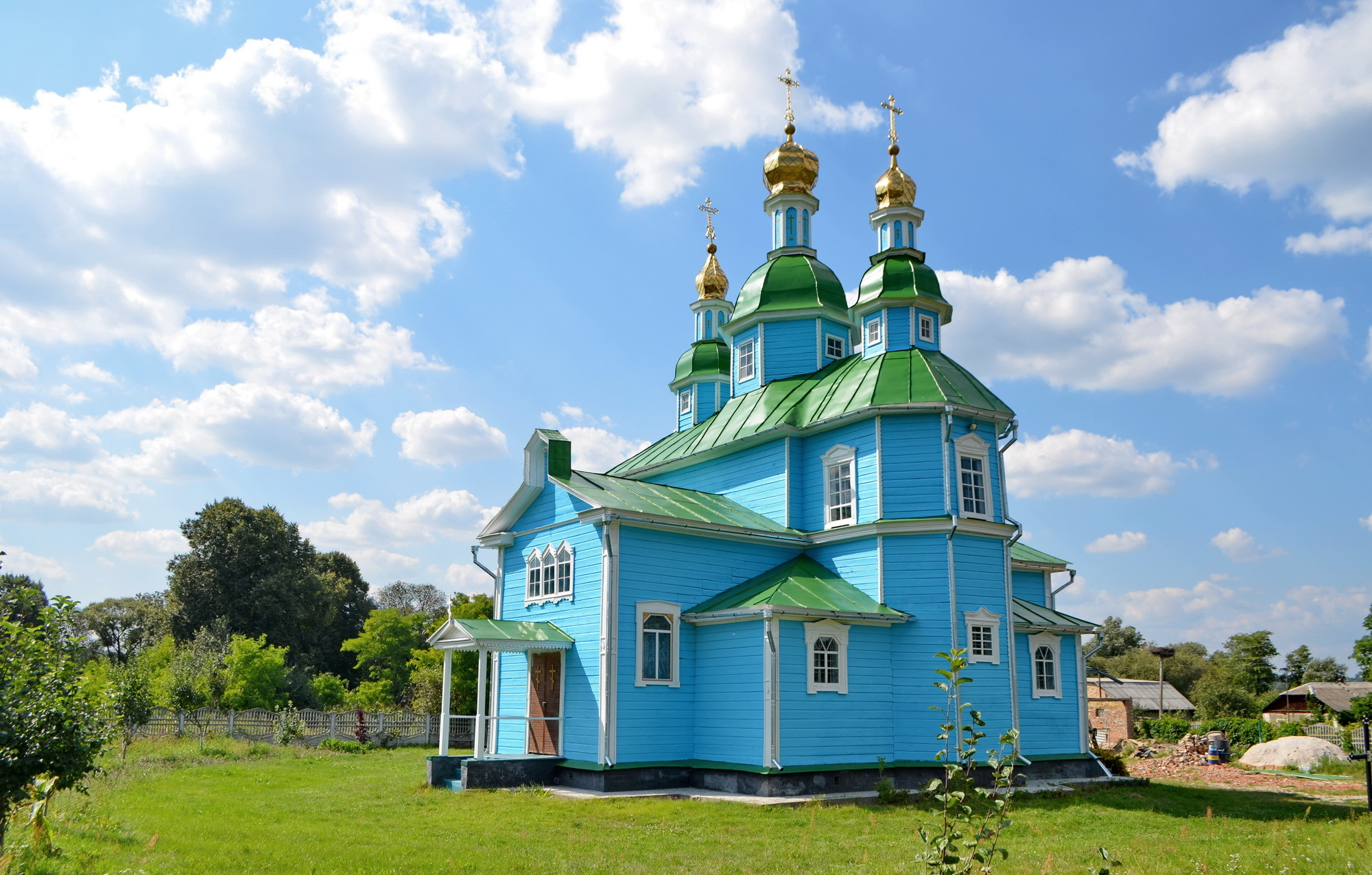
Онуфриевская церковь

В XIX веке село Липянский Скиток было в составе Глевахской волости Киевского уезда Киевской губернии.

## Местный совет
08621, Киевская область, Фастовский район, с. Даниловка, ул. Калинина, д. 120, тел. 4-08-00.